# Skegrie landskommun
Skegrie landskommun var en tidigare kommun i dåvarande Malmöhus län.

## Administrativ historik
När 1862 års kommunalförordningar började gälla inrättades över hela landet cirka 2 400 landskommuner, de flesta bestående av en socken. Därutöver fanns 89 städer och 8 köpingar, som då blev egna kommuner.
Denna kommun bildades då i Skegrie socken i Skytts härad i Skåne. 
Vid kommunreformen 1952 bildade den storkommun genom sammanläggning med de tidigare kommunerna Bodarp, Fuglie, Hammarlöv, Maglarp, Västra Tommarp och Västra Vemmerlöv.
Sammanläggningarna inom Trelleborgs kommunblock skedde tidigt i den relativt långdragna process som utgjorde 1971 års kommunreform. Redan 1967 gick området upp i Trelleborgs stad (från och med 1971 Trelleborgs kommun).
Kommunkoden 1952-1967 var 1235.

### Kyrklig tillhörighet
I kyrkligt hänseende tillhörde kommunen Skegrie församling. Den 1 januari 1952 tillkom församlingarna Bodarp, Fuglie, Hammarlöv, Maglarp, Västra Tommarp och Västra Vemmerlöv.

## Geografi
Skegrie landskommun omfattade den 1 januari 1952 en areal av 58,03 km², varav 57,65 km² land.

### Tätorter i kommunen 1960
| Tätort           | Folkmängd |
| ---------------- | --------- |
| Skegrie          | 249       |
| Västra Vemmerlöv | 209       |

Tätortsgraden i kommunen var den 1 november 1960 19,6 procent.

## Politik

### Mandatfördelning i valen 1950-1962
| 19 | 10 | 3 | 3 |

| 33 |

| 18 | 8 | 4 | 5 |

| 31 |

| 17 | 10 | 3 | 5 |

| 31 |

| 18 | 10 | 2 | 5 |

| 31 |